# Fărcașa (Maramureș)
Pour les articles homonymes, voir Farcașa.
Fărcașa (Farkasaszó en hongrois) est une commune roumaine du județ de Maramureș, dans la région historique de Transylvanie et dans la région de développement du Nord-Ouest.

## Géographie
La commune de Fărcașa est située dans l'ouest du județ, au bord de la Someș, à 31 km au sud-ouest de Baia Mare.
Elle est composée des villages suivants (population en 2002) :
- Buzești, (617).
- Fărcașa, (1 654), siège de la commune.
- Sârbi, (514).
- Tămaia, (997).

## Histoire
La première mention écrite de la commune date de 1424.

## Démographie
En 1910, la commune comptait 2 817 Roumains (94,4 % de la population) et 189 Hongrois (6,2 %).
En 1930, les autorités recensaient 3 122 Roumains (96,1 %), 47 Hongrois (1,4 %) ainsi qu'une petite communauté juive de 71 personnes (2,2 %) qui fut exterminée par les Nazis durant la Seconde Guerre mondiale.
En 2002, la commune comptait 3 748 Roumains (99,1 %).
| 1880  | 1900  | 1910  | 1930  | 1956  | 1977  | 1992  | 2002  | 2007  |
| ----- | ----- | ----- | ----- | ----- | ----- | ----- | ----- | ----- |
| 2 399 | 2 942 | 3 050 | 3 250 | 3 990 | 4 396 | 3 833 | 3 782 | 3 968 |

## Économie
L'économie de la commune est essentiellement agricole (3 114 ha de terres arables, 1 174 ha de forêts).

## Lieux et monuments
- Buzești, église des Saints Archanges (Sf Arhangeli) en bois datant de 1799.